# Chris Durán
Chris Durán, nome artístico de Christian Calderin (Dieppe, 25 de maio de 1975), é um cantor e compositor francês de música cristã contemporânea, naturalizado brasileiro.

## Biografia
Filho de pai francês e mãe espanhola das Ilhas Canárias, e atualmente radicado no Rio de Janeiro, iniciou sua carreira na década de 1990 e realizou shows em vários países do mundo como cantor de música pop. Nesta época, lançou os álbuns Chris Durán (1997) e Why (2001).
Chris Durán foi eleito na década de 1990, um dos homens mais bonitos do mundo.
O cantor teve um relacionamento com a apresentadora Sabrina Parlatore.
Chris é hoje pastor, casado com Poliane Calderin, e pai de Esther.
No entanto, Chris tornou-se evangélico após sofrer um acidente de carro no Chile, em 2001. Passado um tempo depois de sua conversão, gravou seu primeiro CD religioso, intitulado Reverência. O lançamento foi sucedido pelo álbum Renúncia, com influências de canto congregacional e som pop. Em 2006, lançou um CD e DVD ao vivo com músicas de seus dois primeiros trabalhos, chamado de Chris Durán Ao Vivo.
Ampliando os projetos de sua carreira, foi que em 2007 Chris Durán gravou um trabalho independente de gravadora, chamado Dá-me Almas. O álbum foi produzido pelo guitarrista e produtor Brando Vianna e foi indicado, em 2008, na categoria Melhor álbum Independente no prêmio Troféu Talento.
No final de 2008, assinou contrato com a gravadora Graça Music[carece de fontes?] e, no ano seguinte, gravou seu primeiro CD religioso totalmente em francês, intitulado Alliance - Chris Durán live in Bercy Paris, com músicas traduzidas para o francês. Lançado em CD e DVD, foi produzido pelo produtor musical Marco Santos.
Em 2010, Chris Durán lançou mais um trabalho, Meu Encontro. Neste álbum, há uma versão da música "Voice of Truth" (Casting Crowns), em videoclipe intitulada "Luz do Mundo", que foi o destaque da obra no YouTube, tendo mais de 250 mil visualizações em 8 meses. Com o álbum, o cantor recebeu um disco de ouro por vender mais de quarenta mil cópias. Ao lado de André Valadão, Trazendo a Arca, Dany Grace, Marquinhos Gomes e outros cantores e grupos evangélicos, teve duas músicas registradas no DVD Rit Acústico - Ao Vivo.
Em 2012, fechou um contrato com a Som Livre. Em seguida, lançou a coletânea Minhas Canções e o álbum Entrega durante a Expo Cristã.
Em 2016, assinou contrato com a MK Music e lançou o álbum Eloim.

## Discografia
Álbuns de estúdio
- 1997: Chris Durán
- 2001: Why
- 2004: Reverência
- 2010: Meu Encontro
- 2012: Entrega
- 2016: Eloim

Álbuns ao vivo
- 2005: Renúncia
- 2006: Chris Durán Ao Vivo
- 2007: Dá-me Almas
- 2009: Alliance - Chris Durán live in Bercy Paris
- 2018: Eloim em Foz do Iguaçu

Compilações
- 2012: Minhas Canções